# Vi mạng kim loại
Vi mạng kim loại (tiếng Anh: metallic microlattice) là một vật liệu kim loại xốp tổng hợp, một hình thức kim loại siêu nhẹ xốp với mật độ thấp là 0,9 mg/cm3 phát triển bởi một nhóm các nhà khoa học từ phòng thí nghiệm HRL Laboratories phối hợp với Trung tâm vật liệu tổng hợp thuộc Đại học California, Irvine và Caltech.

## Đặc tính
Loại vật liệu này có thể dễ dàng đặt lên đỉnh bông hoa bồ công anh mà không xảy ra bất cứ dao động nào.
Siêu kim loại này mỏng hơn 1.000 lần sợi tóc, có cấu trúc "vi mạng" rỗng chứa đến 99,99% không khí và chỉ có 0,01 % chất rắn.

## Quy trình sản xuất
Để sản xuất một loại vật liệu này, đầu tiên một mẫu polymer được chuẩn bị bằng cách sử dụng một kỹ thuật mới dựa trên sự hình thành ống dẫn sóng tự truyền, mặc dù nó đã được ghi nhận rằng các phương pháp khác có thể được sử dụng để chế tạo mẫu. Quá trình đi ánh sáng tia cực tím thông qua một mặt nạ đục lỗ vào một bể bằng nhựa chịu được tia tử ngoại.

## Ứng dụng
Kim loại mới này có khối lượng riêng là 0,9 mg/cm³. Vì vậy, trong sản xuất nó có thể được ứng dụng làm giảm bớt trọng lượng của ô tô, máy bay, tàu vũ trụ. Ngoài ra, nó cũng có thể góp mặt trong điện cực pin hay các thiết bị máy vi tính, điện tử....
Một đặc trưng đáng chú ý khác của kim loại này là khả năng đàn hồi cực tốt. Khi nén xuống hơn 50% so với chiều cao ban đầu, nó sẽ phục hồi 98% kích thước cũ. Đặc tính này có ích trong việc sản xuất hệ thống giảm xóc của các phương tiện giao thông.